# أرغواري (مقاطعة اسلام آباد غرب)
ارغواري (بالفارسية: ارگواری) هي قرية تقع في قسم حومة الشمالي الريفي (مقاطعة إسلام آباد غرب) في إيران. يقدر عدد سكانها بـ 499 نسمة .